# Party Rock Anthem
Party Rock Anthem és una cançó d'èxit del duo nord-americà LMFAO amb la cantant britànica Lauren Bennett. La cançó és el primer senzill del seu segon àlbum Sorry for Party Rocking, publicat el 2011. La cançó va arribar al número u en molts països. Ha venut 10 milions de parelles als Estats Units.